# 효성경황후
효성경황후 장씨(孝成敬皇后 張氏, 성화 7년 2월 29일(1471년 3월 20일) ~ 가정 21년 8월 8일(1541년 8월 28일))는 홍치제의 황후이자 정덕제의 생모이다. 흥제(興濟) 출신으로, 아버지는 창국공(昌國公) 장만(張巒)이고, 어머니는 창국공부인(昌國公夫人) 금씨(金氏)이다.

## 생애
장씨는 미모가 출중하고 글을 쓸 줄 알고 이치에 통달하였으며 성격이 활달한데다 금기서화(琴棋書畵)에도 통달하였다고 평가받는다. 성화 23년(1487년),  황태자 주우탱(朱祐樘)과 결혼해서 황태자비가 되었다. 그 해 9월 성화제(成化帝)가 붕어하여 황태자 주우탱이 즉위하였으니 이가 홍치제(弘治帝)이다. 10월 병자일, 장씨는 황후가 되었다. 홍치제는 장씨를 매우 사랑하여 장씨 외에 후궁을 두지 않았다. 이들 둘 사이에 2남 1녀가 태어났다. 명 무종(明武宗) 주후조(朱厚照]), 울왕(蔚王) 주후위(朱厚煒), 태강공주(太康公主)가 그들이다. 홍치제는 장씨와의 돈독한 사이로 인하여 장씨의 가족들에게 봉작을 하사하였다. 장인 장만을 창국공(昌國公), 처남 장연령(張延齡)을 건창백(建昌伯)으로 삼았으며, 장씨를 위해 세운 가묘도 화려하게 세웠다. 장씨는 친척의 방종을 그대로 두었고 조신들이 이를 항상 간언하였지만, 홍치제는 이를 단속하지 않았다.
홍치 18년(1505년), 홍치제가 붕어하여 주후조가 즉위하였으니 이가 바로 정덕제이다. 장씨는 황태후로 격상하였다. 정덕 5년(1510), 정덕제는 자수황태후(慈壽皇太后)라는 시호를 올렸다. 정덕 16년(1521년), 정덕제가 후사 없이 사고로 붕어하면서, 간신 강빈(江彬) 등이 반란을 일으키려 하자, 장씨와 대학사(大學士) 양정화(楊廷和)는 정덕제의 사촌 동생 흥왕세자(興王世子) 주후총(朱厚熜)을 홍치제의 양자로 삼아 계승하게 하였으니, 이가 바로 가정제(嘉靖帝)이다.
그해 3월, 가정제는 장씨를 성모(聖母)로 칭하고 소성자수황태후(昭聖慈壽皇太后)라고 존호를 올렸다. 또한 가정제는 생모 장씨(蔣氏)를 흥국태후(興國太后), 친조모 소씨(邵氏)를 수안황태후(壽安皇太后)로 존호를 올렸다.
장씨(張氏)와 가정제 친모 장씨(蔣氏) 간에 불화가 발생하여 가정제는 장씨(張氏)에게 불만을 가졌다. 가정제는 자기 생모와 조모에게 존호를 올렸고 장씨를 예우하지 않았으며, 신하가 이를 상주하면 처벌하였다. 이후 장씨의 칭후를 '성모'에서 '백모(伯母)'로 고쳤다. 이렇듯 가정제는 이른바 대례의 의를 일으켜 장씨와 잦은 마찰을 일으켰다. 가정제는 장씨의 친척과 아버지를 역도로 몰아 죽였던 일도 있었다. 한 번은 장씨의 남동생이 죄를 짓자, 장씨는 가정제에게 용서를 구하였으나 가정제는 듣지 않았고, 이로 인하여 장씨는 병이 생겼다.
힘들게 버틴 황태후 장씨는 가정 20년(1541년) 8월 28일에 붕어하였다. 시호는 효강정숙장자철의익천찬성경황후(孝康靖肅莊慈哲懿翊天贊聖敬皇后)이다. 장씨가 붕어하자 가정제는 장씨의 남동생을 처형하였다.
숭정(崇禎) 17년(1644년) 12월 12일(병인일, 건문제(建文帝)가 부친 주표(朱標)의 원처 상씨(常氏)를 위해 올린 효강황후(孝康皇后)라는 시호를 회복한 이후, 홍광제(弘光帝])는 장씨의 시호를 효성정숙장자철의익천찬성경황후(孝成靖肅莊慈哲懿翊天贊聖敬皇后)라고 칭하였다.

## 일사
- 홍치제가 궁중에서 연회를 베풀 때, 자신과 황후는 금그릇, 장모 김부인(金夫人)은 은그릇을 사용하는 것을 보고 마음이 편치 않았는데, 이것이 궁중 법도라는 것을 알고는 장모 김부인에게 그릇 전체를 하사하였다. 장씨는 기뻐하며 '우리 어머니가 상을 받았는데 아버지는 아직 상을 못받았어요!'라고 말하였고, 홍치제는 곧 어선(御膳) 1석(席)을 하사하면서 '장씨에게 대대로 미담이 되게 하였다(令張氏世世爲美談也)'라고 한다.[2]
- 주후조가 태자였을 때, 유모 모씨가 궁중에 있었다. 홍치제는 태자의 유모에게 상을 하사하고 여러 차례 장씨에게 몰수되었다. 몇 번은 홍치제가 일부러 장난으로 태자에게 장씨를 때리게 하니 태자는 황후를 때렸다. 다시 태자에게 유모를 때리게 하였으나 유모는 항상 함께 지내는 사람이었기 때문에 태자가 차마 그러지 못하였다. 이에 장씨가 크게 화를 내었고, 유모를 궁 밖으로 내쫓았다. 태자는 유모를 잃자 울음을 그치지 않았다. 이에 홍치제 부부는 쫓겨난 유모가 밥 먹을 때에 네 번이나 환관을 보내어 급히 환궁하게 하였다. 유모는 그 집안은 모시기 싫으니 차라리 자살하겠다고 하였다. 장씨는 놀라 몰수한 상을 돌려 보냈고, 홍치제도 유모 남편 일가에 상을 내리게 하고 유모를 환궁시켰다. 태자와 부부 모두 기뻐하였다.[3]
- 과도관(科道官) 어사(御史)들이 여러 차례 장씨 형제 둘을 탄핵하였고 홍치제는 이들의 말이 맞다고 여겨 어쩔 수 없이 비준하면서, '짐은 이 친척만 있기에 더는 말하지 말라(朕只有這門親, 再不必來說)'라고 말하였다. 그후 홍치제는 어사들에게 장씨 집안에 가서 화해연(和解宴)을 먹게 하고 어사들을 자제시키려 하였다. 어사들은 달가워하지 않았으나 그곳에 가서 한번 보니, 연회석이 광록시(光祿寺)가 차린 황궁 연석 같았다. 홍치제는 이들에게 청하여 조정대신들이 자기에게 황제의 체면을 살려주도록 청하였으나, 모두들 고개를 저었고 이 일은 곧 끝이 났다.[4]

## 존호, 시호, 능호
정덕 5년(1510년)에 자수황태후(慈壽皇太后)라는 존호를 바쳤고, 정덕 16년(1516년)에는 소성(昭聖)을 추가하여 소성자수황태후(昭聖慈壽皇太后)라는 존호를 바쳤다. 가정 15년(1536년)에 공안강혜(恭安康惠)를 추가하여 소성공안강혜자수황태후(昭聖恭安康惠慈壽皇太后)라는 존호를 바쳤다.
원래 시호는 효강정숙장자철의익천찬성경황후(孝康靖肅莊慈哲懿翊天贊聖敬皇后)라고 하였으나, 남명 홍광제 때 건문제의 일족의 지위를 복원할 때 추존황후 상씨의 시호가 효강황후(孝康皇后)이기 때문에, 효강(孝康)을 효성(孝成)으로 바꿔 재추시 하면서, 최종적으로 효성정숙장자철의익천찬성경황후(孝成靖肅莊慈哲懿翊天贊聖敬皇后)로 추시되었다. 능호는 태릉(泰陵)이다.

## 자녀
- 장남 : 주후조(朱厚照), 즉 정덕제(正德帝)
- 차남 : 주후위(朱厚煒), 요절, 울도왕(蔚悼王)으로 추봉
- 딸 : 주수영(朱秀榮), 요절, 태강공주(太康公主)